# 盧偉力
盧偉力（1958年—），香港戲劇學者及評論家、舞台劇導演及編劇、作家，曾長期任教於香港浸會大學，退休後在該校電影學院保留榮譽駐院作家名銜。2000年代曾主持香港電台電視部的時事諷刺性節目《頭條新聞》。2014-2022年間擔任香港藝術發展局轄下藝術評論組主席。

## 生平
盧偉力祖籍廣東珠海，1958年生於香港。中學時期（1970年代初）就讀皇仁書院，當時已活躍於學界話劇圈子，主要受寫實主義影響。大專時期就讀於香港浸會學院傳理系，盧偉力自言系主任林年同對其影響至深，受林氏啟發開始涉獵各種藝術流派，對布萊希特史詩劇理論尤具興趣；在學期間曾任該校劇社主席、學聯劇組幹事，導演過一些大型劇目；1982年在該校畢業。後繼續活躍於舞台劇界，主要擔任導演，亦偶有幕前演出，也是第四線劇社的創團成員（約成立於1985年）:87。
1984-86年間任職於香港電台，曾任《空中劇院》系列編導，亦曾任職電視台編導及雜誌編輯。1987-89年赴美國深造，在紐約新社會研究學院修畢媒介學碩士。1991-92年在母校香港浸會學院傳理系擔任講師，1994年在紐約市立大學獲得戲劇博士學位。
1994年返回香港後仍有執導舞台劇，在中英劇團、香港影視劇團、第四線劇社、致群劇社等劇團擔任客席導演。教育方面，1994-97年間曾於香港浸會大學（香港浸會學院升格後）、香港演藝學院、香港理工大學設計學院、香港科技大學人文學部等校擔任兼職講師、客座講師。1997年起返回香港浸會大學傳理學院擔任助理教授，2005年晉升為副教授（電影電視系升格為電影學院後隸屬該院），至2019年退休。任教二十餘年，講授範疇包括中國電影史及美學、劇本創作、影視導演學。退休後仍在電影學院保留榮譽駐院作家名銜。
盧偉力是國際演藝評論家協會（香港分會）會員，常在報刊發表演藝評論，亦有在《香港文學》、《素葉文學》等刊物發表劇本、小說、詩歌創作。
2000年初，盧偉力開始與舞台劇導演古天農在香港電台電視部的時事諷刺性節目《頭條新聞》擔任主持，在節目中開創了劇場形式，兩人戲仿了《如來神掌》、《黃飛鴻》、《上海灘》、《智取威虎山》等眾多經典影視作品，從中諷刺時弊；盧偉力在參考英國諷刺劇《Yes Minister》的常設環節「今日搞邊科」中，長期演出盧科長一角。亦曾擔任香港電台廣播節目《講東講西》、《演藝風流》的主持。
盧偉力亦是新域劇團（1993年成立）及香港戲劇工程（2008年成立）的創團成員，2022年他接替蔡錫昌成為兩劇團的藝術總監。
盧偉力是華南電影工作者聯合會會員，2000年代曾任該會藝術部主任。

## 公職
盧偉力在2013年首次競逐香港藝術發展局轄下藝術評論組的主席一職（兼在該局大會擔任代表藝術評論範疇的民選委員），並成功當選（任期為2014-16年），隨後於2017-19年、2020-22年兩屆均連任該些職位。2020年中華人民共和國第十三屆全國人民代表大會準備訂立《中華人民共和國香港特別行政區維護國家安全法》（簡稱港區國安法），香港藝術發展局該屆大會合共10名民選委員中，有9人均參與了藝術文化業界反對訂立港區國安法的聯署，盧偉力是其中之一，他亦是同年國安法生效後仍選擇繼續留任的4名民選委員之一，但不再競逐下屆連任。
盧偉力亦曾在2017-22年間擔任香港商務及經濟發展局轄下的電影檢查審核委員會成員。

## 舞台劇編導
學聯劇組時期曾執導迪倫馬特的《物理學家》（1982年）及《專誠拜訪》（1983年）等劇目，又曾率團往廣州作交流演出，執導布萊希特的《常規與例外》（1980年）、阿爾比的《美國之夢》（1981年）。
美國留學時期曾在紐約的華語劇團四海劇社擔任導演，執導布萊希特的《高加索灰欄記》（1989年）、創作劇《勿街乜號》（1993年）等劇目。
1994年返回香港後數年間執導了《愛滋騷》、《噹Dum一好人》、《上海屋簷下》、《萬福一千年》、《日出》、《起航！討海號》、《沙膽大娘 vs 沙膽大娘》、《愛情你我他》、《我係香港人II》等劇目。後期執導作品有《馬桶》（2012年）、《聽心的孩子—小奇的故事》（2023年）等。
盧偉力早年創作的舞台劇本被收錄於一些書籍，如收錄他與達端、王卿的散文及劇本作品的《結集》（1993年）、收錄他1987-1995年間劇作的《出走戲游：盧偉力劇作初集》（2008年）（詳見著作一章）。後期編劇作品有《布萊希特．周恩來．二三事》（2019年）等。
自編自導作品有《香港電影第一Take——黎民偉．開麥拉！》（2003年，與一休合編）、《曹禺—— 一個世紀的聲音》（2010年）、舞劇《生死蕭紅》（2013年）、豐子愷傳記劇《豐子愷》（2023年）等。

## 幕前演出

### 舞台劇
| 年份 | 劇團         | 劇目                  | 角色       |
| ---- | ------------ | --------------------- | ---------- |
| 1978 | 浸會學院劇社 | 茶館:84               |            |
| 1981 | 學聯戲劇組   | 三個演員和他們的戲:85 |            |
| 1984 | 學聯戲劇組   | 施加本的詭計          | 施加本     |
|      | 學聯戲劇組   | 雙娥怨:87             |            |
| 1985 | 海豹劇團     | 愛海高飛              | 老演員     |
| 1986 | 第四線劇社   | 侵犯觀眾              | 侵犯者之一 |
| 1997 | 香港影視劇團 | 娜拉:133              | 甄醫生     |
| 1998 | 香港戲劇協會 | 叛艦記WWII            |            |

### 電視主持
- 香港電台電視部節目《頭條新聞》（2000年代初至中期主持、趣劇演員）[8]

## 著作
| 出版年份 | 書名                                         | 出版社                         | ISBN          | 備註                                     |
| -------- | -------------------------------------------- | ------------------------------ | ------------- | ---------------------------------------- |
| 1984     | 探索的年代：早期中國電影展                   | 香港藝術中心                   |               | 編                                       |
| 1989     | 歲月如流話香江                               | 天地圖書                       |               | 口述歷史集，與李安求、葉世雄、魏便利合編 |
| 1993     | 結集                                         | 向日葵                         | 9627724017    | 散文、劇本集，與達端、王卿合著           |
| 1996     | 林年同論文集                                 | 次文化堂                       |               | 與黃淑嫻合編                             |
| 1997     | 我找                                         | 素葉                           | 962798548X    | 著，詩集                                 |
| 1999     | 我的名字不是布萊希特：香港布萊希特演出及研究 | 國際演藝評論家協會（香港分會） | 9628321080    | 與楊慧儀合編                             |
| 1999     | 紐約筆記                                     | 向日葵工作室                   |               | 著，多文體合集                           |
| 2000     | 中國古典戲劇的悲情結構                       | 向日葵工作室                   | 9628550241    | 著                                       |
| 2002     | 找着·別的                                    | 創造書店                       | 962863951X    | 著                                       |
| 2003     | 破浪的舞台（香港劇本十年集：八十年代）       | 國際演藝評論家協會（香港分會） | 9628321331    | 著                                       |
| 2004     | 香港舞台：作為文化論述的香港戲劇             | 國際演藝評論家協會（香港分會） | 9628321412    | 著                                       |
| 2005     | 寫作絮語                                     | 創造書店                       | 9628639536    | 著，散文集                               |
| 2007     | 品味戲劇：香港話劇團演出導賞選               | 國際演藝評論家協會（香港分會） | 9789628321728 | 著                                       |
| 2008     | 出走戲游：盧偉力劇作初集                     | 國際演藝評論家協會（香港分會） | 9789628321803 | 著，個人劇本集                           |
| 2010     | 舞蹈文字                                     | 國際演藝評論家協會（香港分會） | 9789628321902 | 著                                       |
| 2011     | 劇評二十年                                   | 國際演藝評論家協會（香港分會） | 9789881507624 | 著                                       |
| 2012     | 當代香港戲劇藝術                             | 國際演藝評論家協會（香港分會） | 9789881507655 | 著                                       |
| 2015     | 尋找香港舞蹈                                 | 國際演藝評論家協會（香港分會） | 9789881507792 | 著                                       |
| 2016     | 香港文學大系1919-1949：戲劇卷                | 商務                           | 9789620745096 | 主編                                     |
| 2017     | 香港當代作家作品選集：姚克卷                 | 天地圖書                       | 9789888258147 | 編                                       |
| 2017     | 日子揮發如歌：盧偉力詩集                     | 匯智                           | 9789887771159 | 著                                       |
| 2018     | 掌中花：盧偉力極短篇小說                     | The Rabbit Press               | 9789887912163 | 著                                       |
| 2019     | 香港粵語片藝術論集                           | 中華                           | 9789888572977 | 著                                       |
| 2021     | 布萊希特．周恩來．二三事                     | 國際演藝評論家協會（香港分會） | 9789887431930 | 著                                       |

## 獎項及提名
| 年份 | 頒獎禮             | 獎項                  | 相關作品                                                             | 結果 |
| ---- | ------------------ | --------------------- | -------------------------------------------------------------------- | ---- |
| 1997 | 第6屆香港舞台劇獎  | 最佳導演 (悲劇/ 正劇) | 《起航！討海號》（與傅月美、白耀燦合導）                             | 提名 |
| 2013 | 第22屆香港舞台劇獎 | 最佳劇本              | 《完不了的最後一課》（與袁立勳、陸偉雄、陳鈞潤、鄧樹榮、關頌陽合編） | 提名 |
| 2016 | 香港舞蹈年獎       | 傑出舞蹈服務獎        | 論著《尋找香港舞蹈》                                                 | 獲獎 |

## 個人生活
2004年10月，盧偉力與前影視演員黃曼凝結婚。據兩人透露，當時他們已相識八年，但直至半年前盧偉力一場大病，黃曼凝前往探望後才開始交往，盧偉力在同年7月父親的生日會上求婚成功。

## 備註
1. ↑  按不少介紹中「榮休副教授」之描述。[7]
2. ↑  電影學院本隸屬傳理學院，至2022年歸入創意藝術學院。
3. ↑  民選指業界投票推選，每三年為一屆。[15]
4. ↑  黃曼凝曾加入由影視演員業餘組成的香港影視劇團，她淡出影視圈後仍然有演出舞台劇的記載，且與盧偉力有所合作，如1997年香港影視劇團的《娜拉》、華南影聯話劇團的《愛情你我他》[35]:133,143。